# Jeffersonovi
Jeffersonovi (v anglickém originále The Jeffersons) je šestý díl osmé řady amerického animovaného televizního seriálu Městečko South Park.

## Děj
Pan Jefferson se se svým synem Blanketem přistěhovali do South Parku. Když Blanket pozve Stana, Kyla, Kennyho a Cartmana, aby si šli k němu domů hrát, jsou nadšeni z jeho hraček. Pan Jefferson ale skrývá jistá tajemství. Nikdo nemá tušení, že ve skutečnosti je to zpěvák Michael Jackson.